# Freilassing
Freilassing város Németországban, azon belül Bajorországban, a Salzach és Saalach völgyében. Lakosainak száma 18 036 fő (2023. december 31.). Freilassing Saaldorf-Surheim, Ainring és Salzburg községekkel határos.

## Népesség
A település népessége az elmúlt években az alábbi módon változott:
| Lakosok száma | 926  | 7214 | 12 329 | 13 451 | 15 970 | 16 194 | 16 648 | 16 787 | 17 472 | 18 036 |
|               | 1875 | 1950 | 1975   | 1987   | 2012   | 2014   | 2016   | 2017   | 2021   | 2023   |

## A városrészek
Freilassing,

Salzburghofen,

Hofham, Saalbrück, Sailen és Untereichet,

Brodhausen, Eham, Hagen, Klebing, Lohen, Obereichet, Schaiding és Stetten,

Aumühle, Hub, Oedhof és Wassermauth

## Története

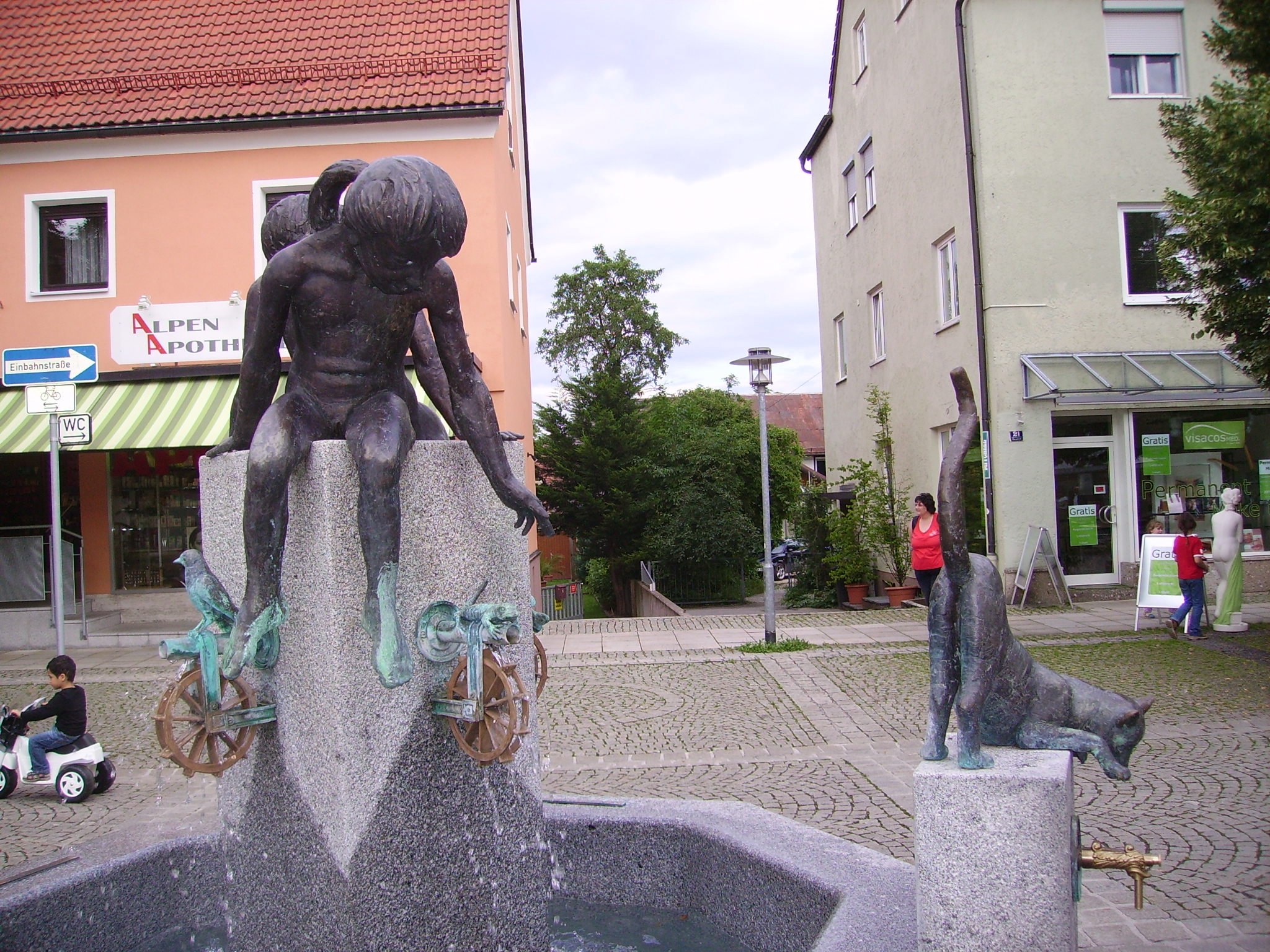

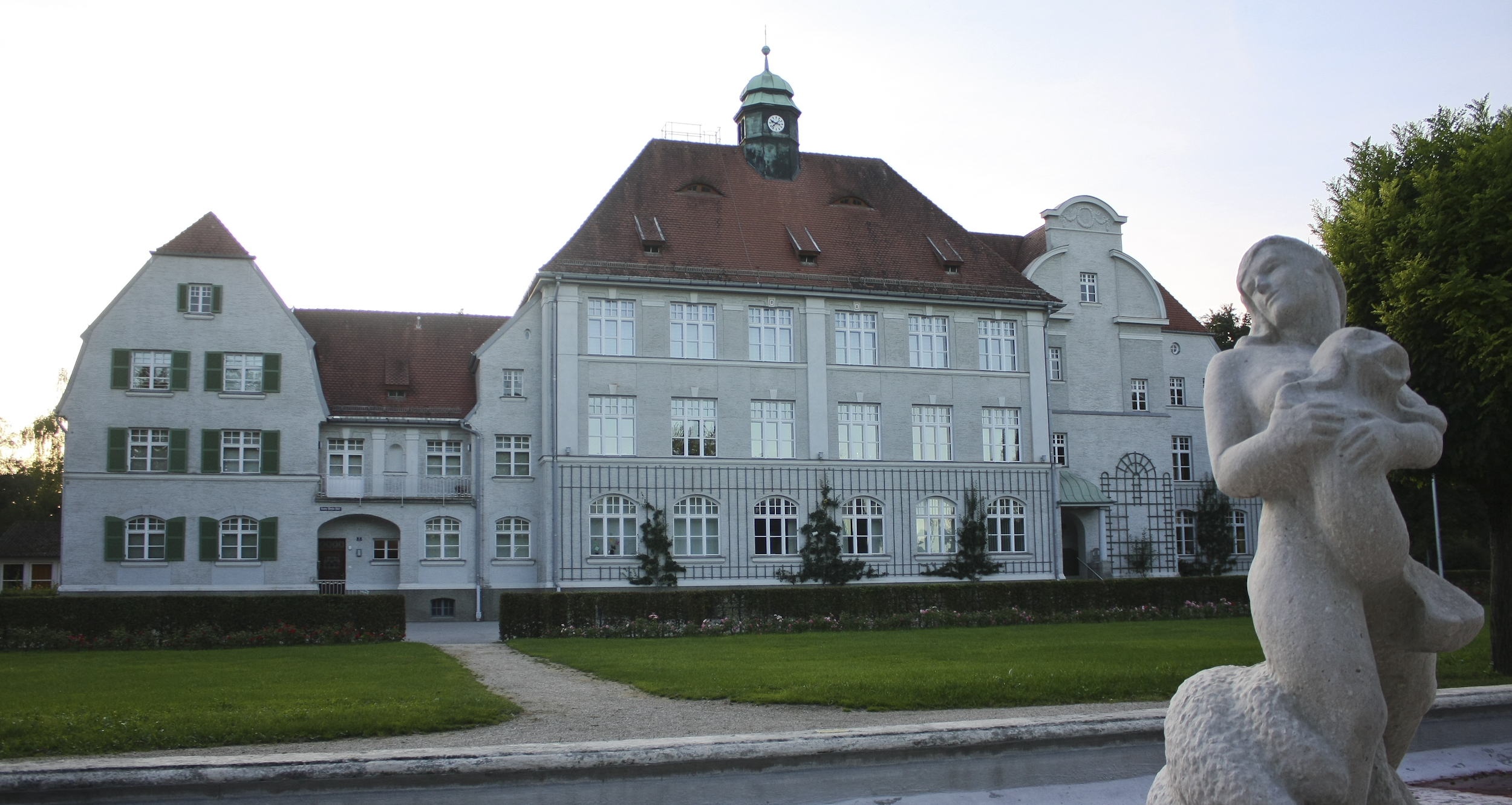

A hely már az újkőkorban is lakott volt, de kelta és római is település is állt a helyén. Első ismert említése 885-ből származik, amikor még Salzburghofen néven, amit Salzburg püspökének ajándékozott IV. Lajos német-római császár.
Freilassing nevét 1125-1147 között említette először egy megjegyzés. A település neve az egyik elmélet szerint valószínűleg a Freilassing "szabad (nem vámköteles) szóból származik,
A városba bekebelezett Salzburghofen egykor Karoling királyi birtok volt.
Freilassing 1954-ben nyerte el a városi rangot.

## Nevezetességek
- Múzeuma
- Szent Rupert templom
- Szent Péter templom - többszínű márványból faragott főoltárát 1755-ben salzburgi mester: Wolfgang Hagenauer készítette.

## Közlekedés

### Közúti
A város a B20-as út és a B304-es út érhető el.

## Galéria

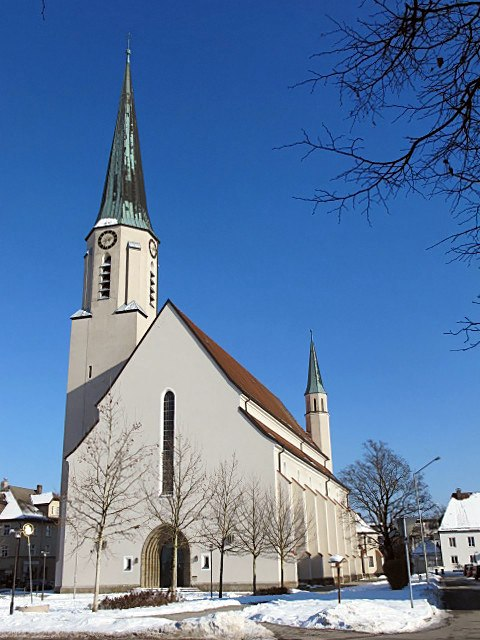
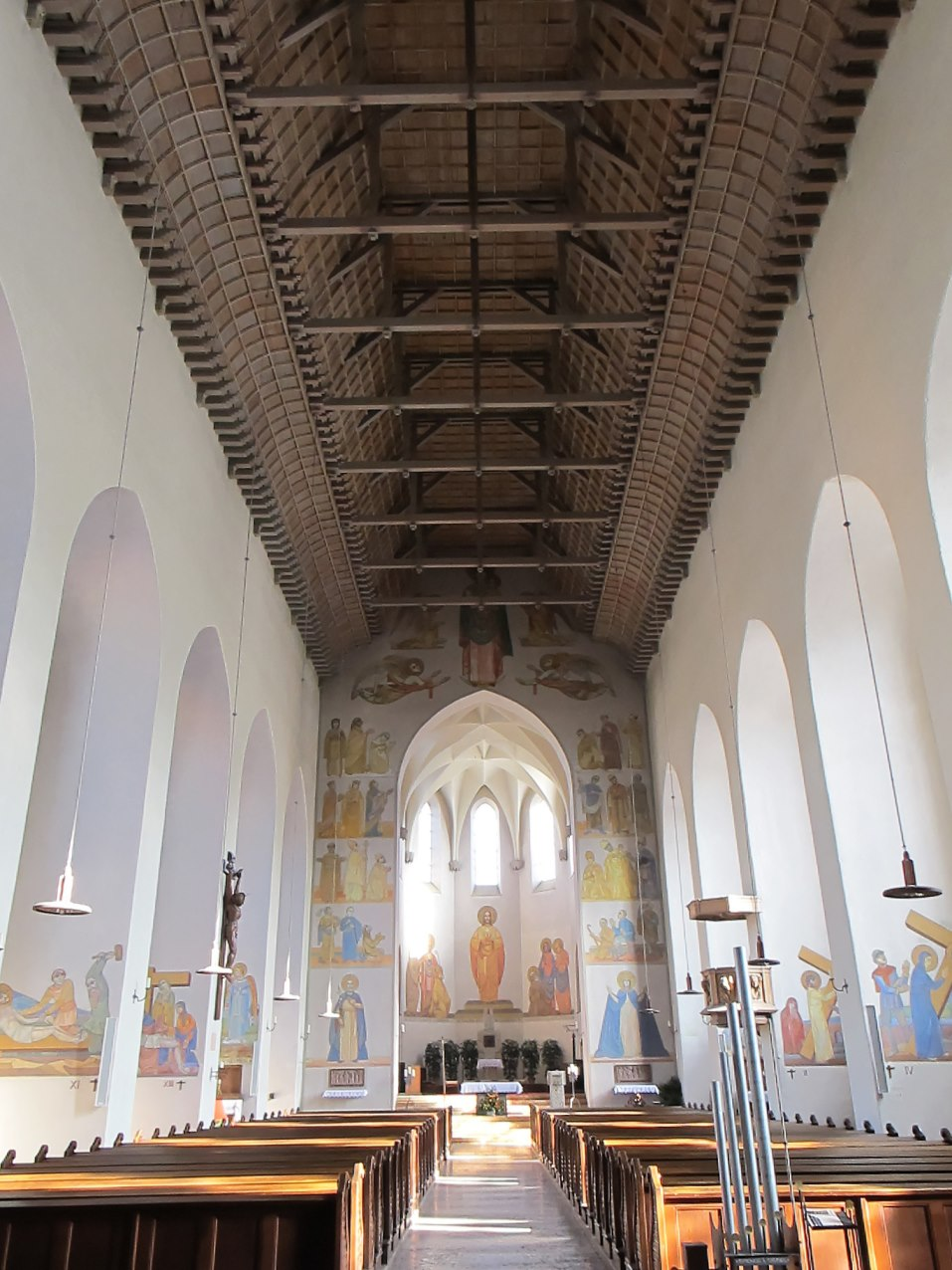
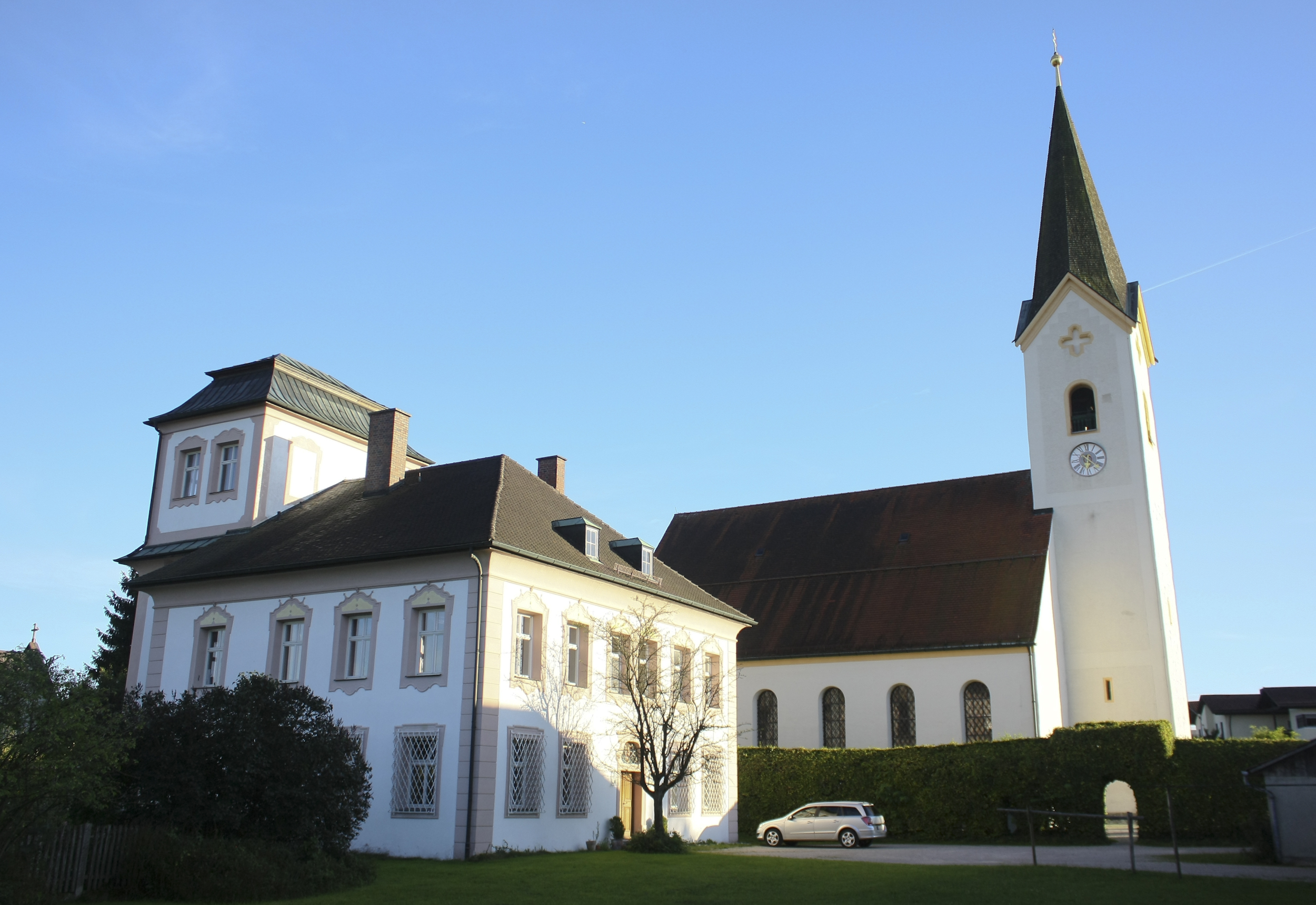
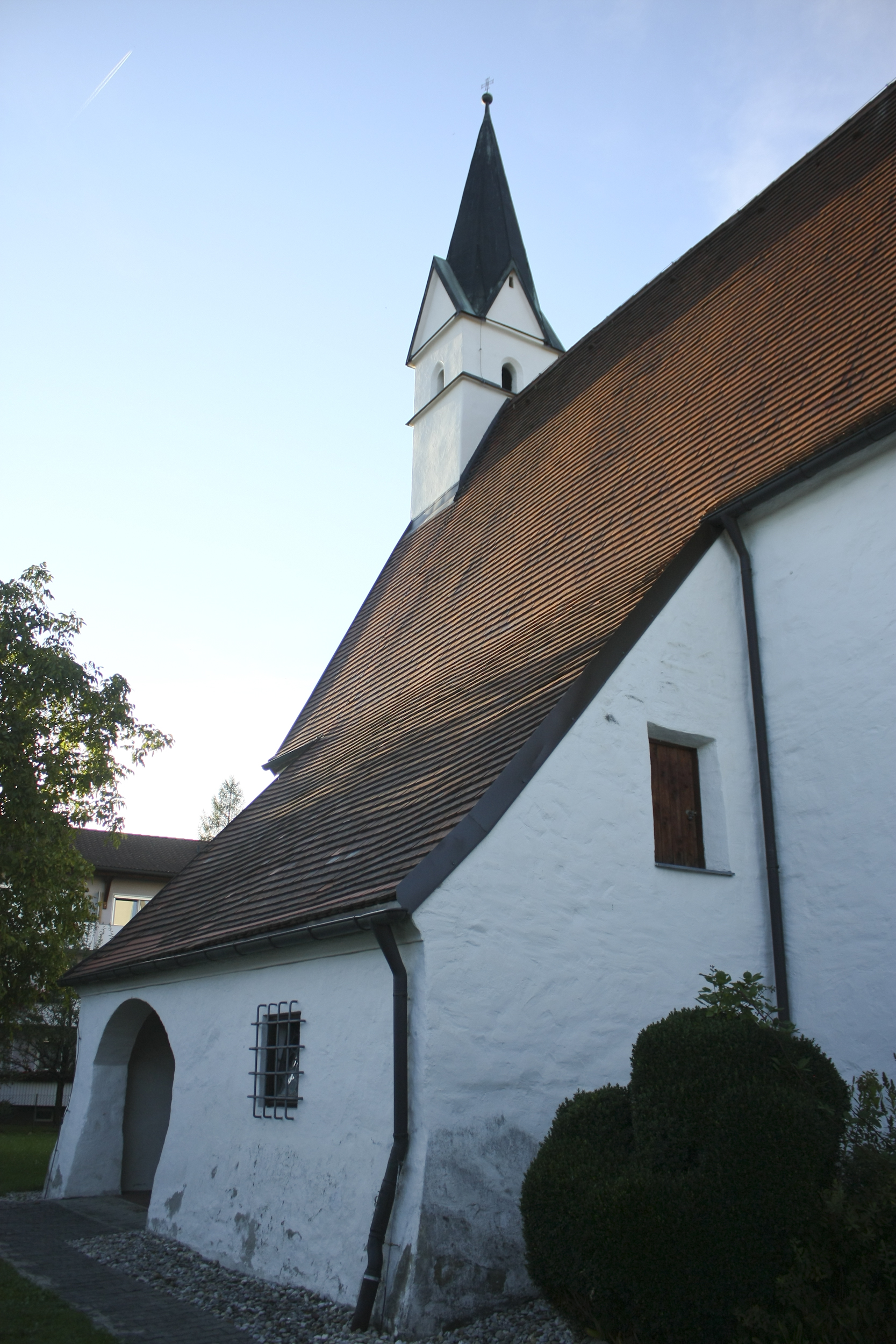
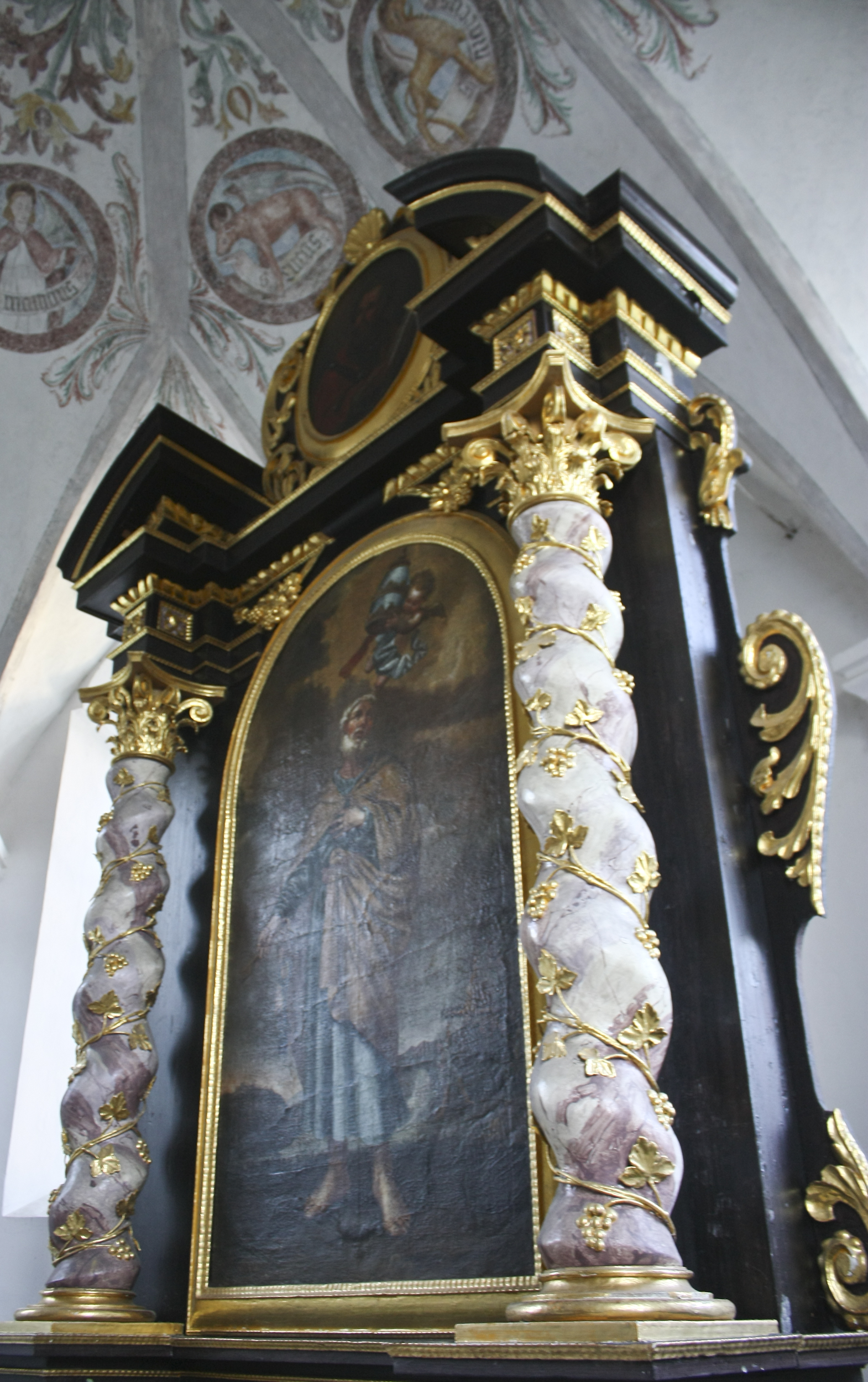
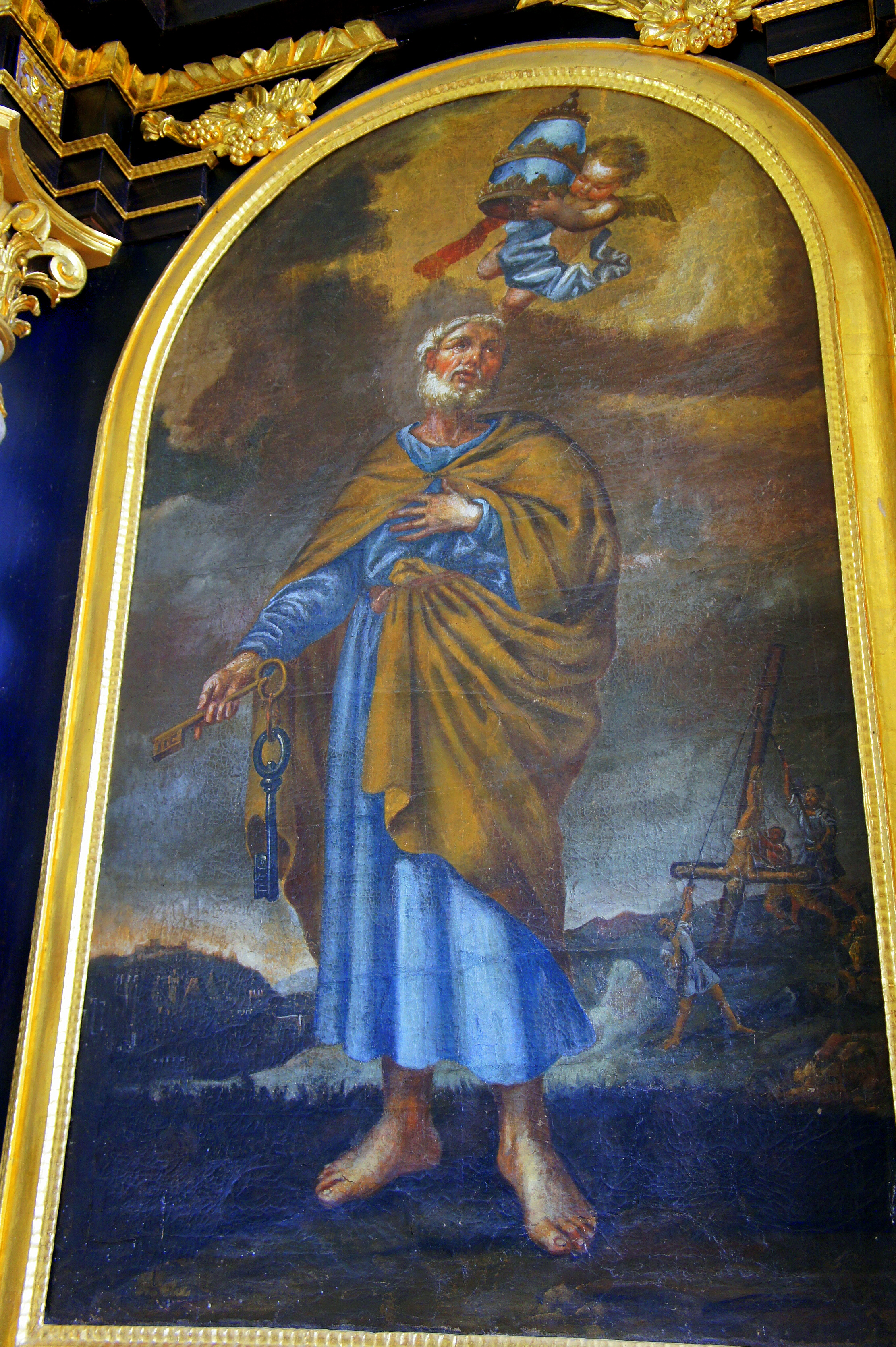
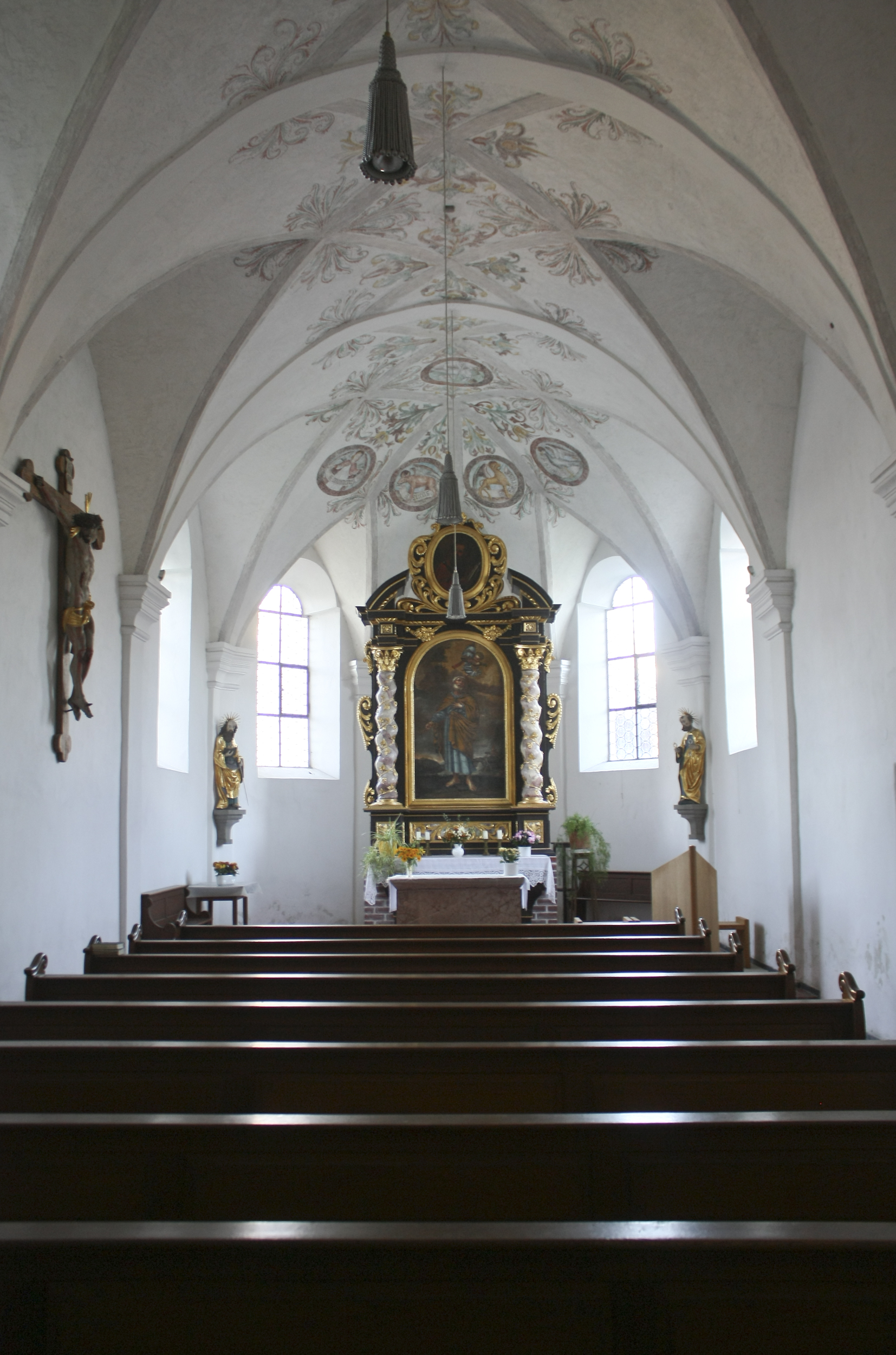
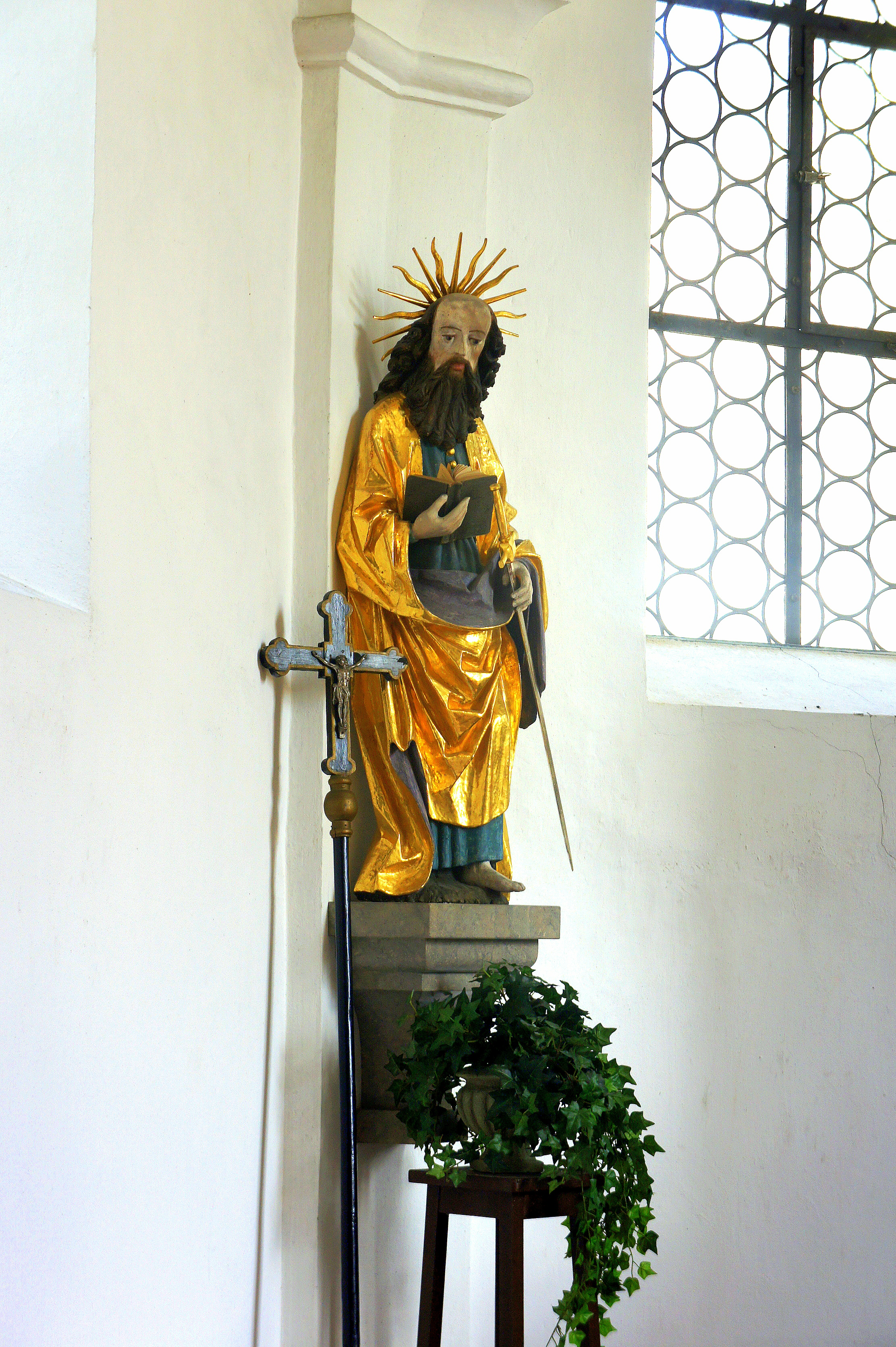
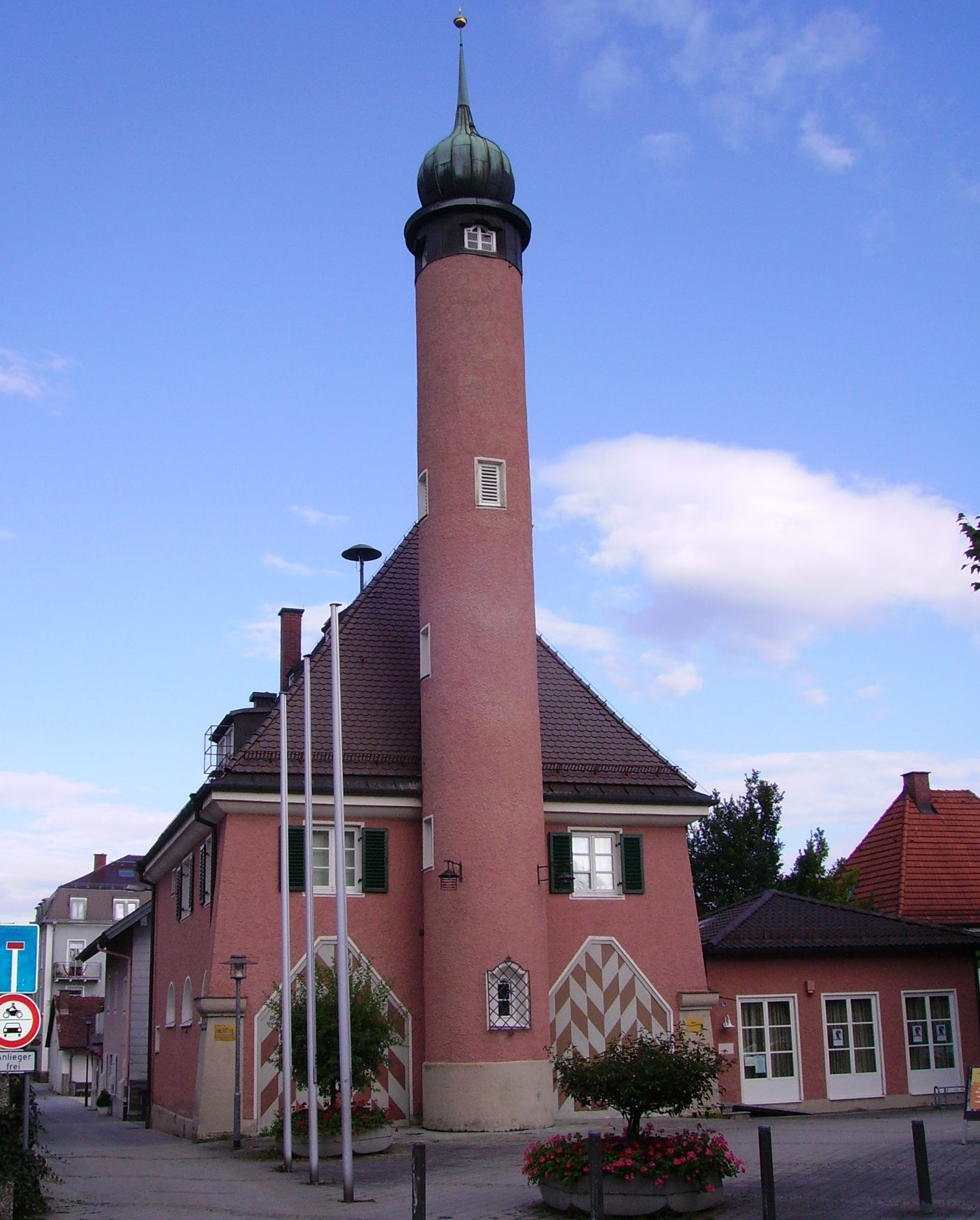
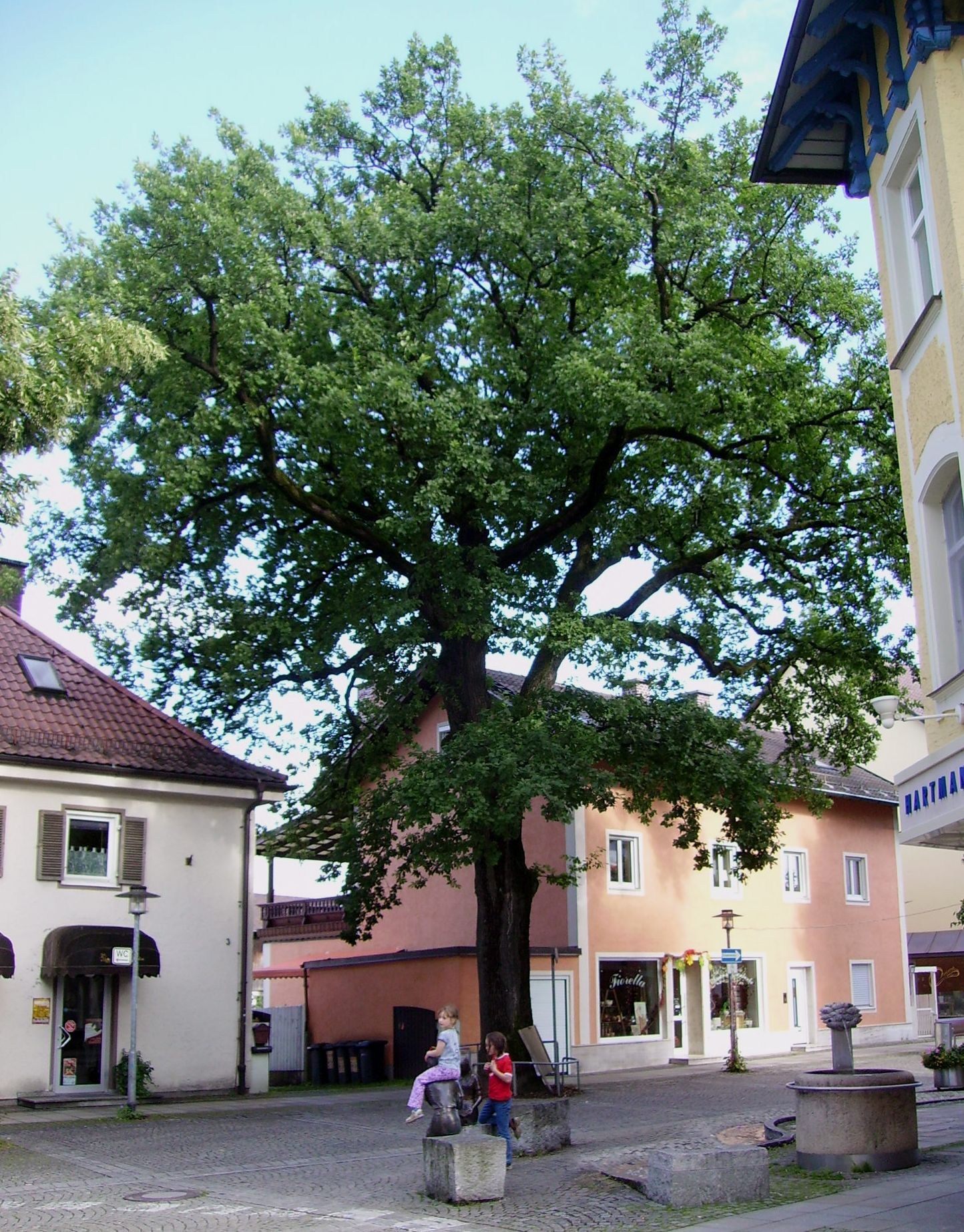
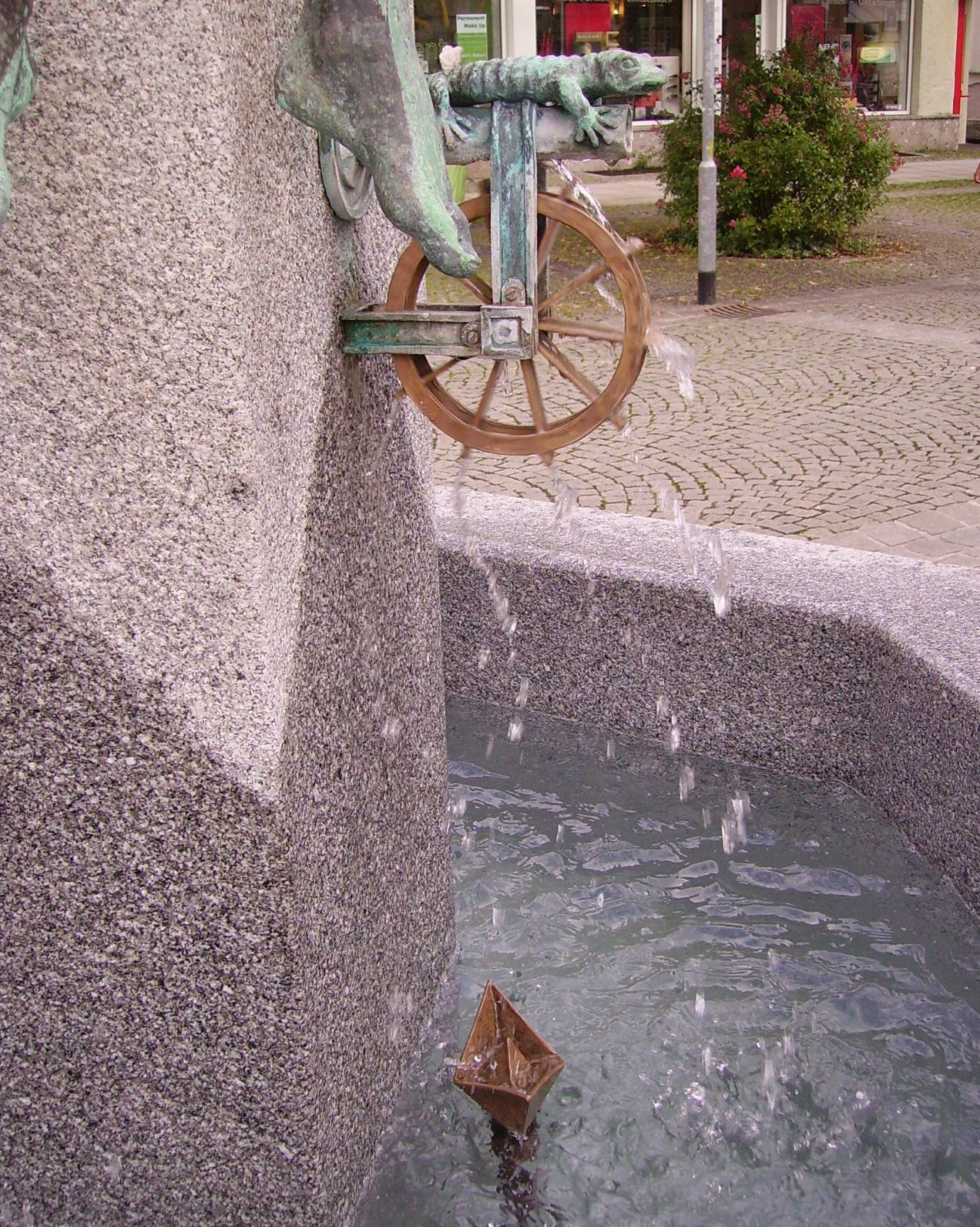